# Distretto di Mounlapamok
Il distretto di Mounlapamok è uno dei dieci distretti (mueang) della provincia di Champasak, nel Laos.  Ha come capoluogo la città di Mounlapamok.